# 梅家坪镇
梅家坪镇，是中华人民共和国陕西省渭南市富平县下辖的一个乡镇级行政单位。

## 行政区划
梅家坪镇下辖以下地区：
洪水村、十八坊村、赤兔村、车家村、五一村、新安村、王湾村、白马村、庙沟村、岔口村、北杨村和文昌村。